# Dolichopus andualusiacus
Dolichopus andualusiacus är en tvåvingeart som beskrevs av Gabriel Strobl 1899. Dolichopus andualusiacus ingår i släktet Dolichopus och familjen styltflugor. Inga underarter finns listade i Catalogue of Life.